# 천황배 JFA 전일본 축구선수권대회

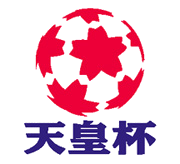

천황배 JFA 전일본 축구선수권대회(일본어: 天皇杯 JFA 全日本サッカー選手権大会)는 일본에서 열리는 축구대회로 토너먼트 방식으로 진행된다. 다른 나라의 FA컵과 비슷한 대회로 일본축구협회에서 주관한다.
천황배는 일본에서 가장 오랜 역사를 가진 축구 대회로 1921년부터 시작되었으며 1951년 31회 대회부터 현재의 명칭을 사용하고 있다. 제2차 세계 대전 이전에는 당시 일본 제국의 식민지였던 조선과 타이완, 그리고 만주국의 팀도 참가했다. 특히 1935년 대회에선 조선의 경성 축구단이 우승하였고, 1936년 대회에선 보성전문학교가 준우승을 차지하였다.
1969년 49회 대회부터 결승전은 매년 1월 1일 도쿄 국립경기장에서 치러지며(2014년의 94회 대회는 2015년 아시안컵 준비로 인해 일정이 당겨짐), 우승 팀에게는 천황배, NHK배, 교도 통신배, 도이치배가 같이 수여된다. 또한 J리그 우승 팀과 함께 후지제록스 슈퍼컵 출전권이 주어지며, J1 라이선스를 갖고 있는 경우에 한하여(다만, 실제로 J리그 디비전 1에 참가하는지의 여부는 묻지 않는다.) AFC 챔피언스리그 출전권도 함께 주어진다.
2020년 100회 대회에는 코로나19 범유행 여파로 무관중 경기를 진행되었다.

## 주최 및 주관 단체
- 주최: 일본축구협회, J리그
- 공동 개최: 일본방송협회 (NHK), 교도 통신사
- 주관: 각 도도부현 축구협회

## 참가팀
J리그, J2리그, J3리그, JFL, 도도부현 우승팀들이 참가한다.

### 대진 방식
- 1회전 : 47개 도도부현 대회 우승 팀+JFL 1위팀+전년도 J2리그 2위 이하 팀(72강)
- 2회전 : J1리그 팀(AFC 챔피언스리그에 출전하는 4팀은 4회전 시드 배정)+전년도 J2리그 우승 팀(48강)
- 3회전 : 24강
- 4회전 : 16강(AFC 챔피언스리그 출전 팀 포함)

※16강 대진은 추첨으로 정해진다.

## 역대 우승 기록

### 연도별 우승 팀
| 회  | 연도 | 우승                                           | 득점                                           | 준우승                                         |
| --- | ---- | ---------------------------------------------- | ---------------------------------------------- | ---------------------------------------------- |
| 1   | 1921 | 도쿄 축구단                                    | 1 - 0                                          | 미카게 축구단                                  |
| 2   | 1922 | 나고야 축구단                                  | 1 - 0                                          | 히로시마 고등사범학교                          |
| 3   | 1923 | 아스트라 클럽                                  | 2 - 1                                          | 나고야 축구단                                  |
| 4   | 1924 | 리조 클럽                                      | 1 - 0                                          | 전미카게 사범 클럽                             |
| 5   | 1925 | 리조 축구단                                    | 3 - 0                                          | 도쿄 대학                                      |
| 6   | 1926 | (다이쇼 천황의 사망으로 인해 중단됨)           | (다이쇼 천황의 사망으로 인해 중단됨)           | (다이쇼 천황의 사망으로 인해 중단됨)           |
| 7   | 1927 | 고베 제일중 클럽                               | 2 - 0                                          | 리조 클럽                                      |
| 8   | 1928 | 와세다 대학 WMW                                | 6 - 1                                          | 교토 제국대학                                  |
| 9   | 1929 | 간세이 가쿠인 대학                             | 3 - 0                                          | 호세이 대학                                    |
| 10  | 1930 | 간세이 가쿠인 대학                             | 3 - 0                                          | 게이오 BRB                                     |
| 11  | 1931 | 도쿄 대학 LB                                   | 5 - 1                                          | 고분 중학 (대만)                               |
| 12  | 1932 | 게이오 클럽                                    | 5 - 1                                          | 요시노 클럽                                    |
| 13  | 1933 | 도쿄 OB 클럽                                   | 4 - 1                                          | 센다이 축구 클럽                               |
| 14  | 1934 | (마닐라 극동 선수권 대회로 인해 중단됨)        | (마닐라 극동 선수권 대회로 인해 중단됨)        | (마닐라 극동 선수권 대회로 인해 중단됨)        |
| 15  | 1935 | 전경성 축구단 (조선)                           | 6 - 1                                          | 도쿄 문리 대학                                 |
| 16  | 1936 | 게이오 BRB                                     | 3 - 2                                          | 보성전문학교 (조선)                            |
| 17  | 1937 | 게이오기주쿠 대학                              | 3 - 0                                          | 고베 상대                                      |
| 18  | 1938 | 와세다 대학                                    | 4 - 1                                          | 게이오기주쿠 대학                              |
| 19  | 1939 | 게이오 BRB                                     | 3 - 2 연장전                                   | 와세다 대학                                    |
| 20  | 1940 | 게이오 BRB                                     | 1 - 0                                          | 와세다 대학 WMW                                |
| 21  | 1941 | (제2차 세계대전으로 인해 중단됨)               | (제2차 세계대전으로 인해 중단됨)               | (제2차 세계대전으로 인해 중단됨)               |
| 22  | 1942 | (제2차 세계대전으로 인해 중단됨)               | (제2차 세계대전으로 인해 중단됨)               | (제2차 세계대전으로 인해 중단됨)               |
| 23  | 1943 | (제2차 세계대전으로 인해 중단됨)               | (제2차 세계대전으로 인해 중단됨)               | (제2차 세계대전으로 인해 중단됨)               |
| 24  | 1944 | (제2차 세계대전으로 인해 중단됨)               | (제2차 세계대전으로 인해 중단됨)               | (제2차 세계대전으로 인해 중단됨)               |
| 25  | 1945 | (제2차 세계대전으로 인해 중단됨)               | (제2차 세계대전으로 인해 중단됨)               | (제2차 세계대전으로 인해 중단됨)               |
| 26  | 1946 | 도쿄 대학 LB                                   | 6 - 2                                          | 고베 경제대학                                  |
| 27  | 1947 | (제2차 세계대전 패전의 후유증으로 열리지 못함) | (제2차 세계대전 패전의 후유증으로 열리지 못함) | (제2차 세계대전 패전의 후유증으로 열리지 못함) |
| 28  | 1948 | (제2차 세계대전 패전의 후유증으로 열리지 못함) | (제2차 세계대전 패전의 후유증으로 열리지 못함) | (제2차 세계대전 패전의 후유증으로 열리지 못함) |
| 29  | 1949 | 도쿄 대학 LB                                   | 5 - 2                                          | 간세이 가쿠인 대학                             |
| 30  | 1950 | 옛 간세이 가쿠인 대학                          | 6 - 1                                          | 게이오기주쿠 대학                              |
| 31  | 1951 | 게이오 BRB                                     | 3 - 2 연장전                                   | 오사카 클럽                                    |
| 32  | 1952 | 옛 게이오기주쿠 대학                           | 6 - 2                                          | 오사카 클럽                                    |
| 33  | 1953 | 옛 간세이 가쿠인 대학                          | 5 - 4 연장전                                   | 오사카 클럽                                    |
| 34  | 1954 | 게이오 BRB                                     | 5 - 3 연장전                                   | 도요 공업                                      |
| 35  | 1955 | 옛 간세이 가쿠인 대학                          | 4 - 3                                          | 주오 대학 클럽                                 |
| 36  | 1956 | 게이오 BRB                                     | 4 - 2                                          | 야하타제철                                     |
| 37  | 1957 | 주오 대학 클럽                                 | 2 - 1                                          | 도요 공업                                      |
| 38  | 1958 | 간세이 가쿠인 대학                             | 2 - 1                                          | 야하타제철                                     |
| 39  | 1959 | 간세이 가쿠인 대학                             | 1 - 0                                          | 주오 대학                                      |
| 40  | 1960 | 후루카와전공                                   | 4 - 0                                          | 게이오 BRB                                     |
| 41  | 1961 | 후루카와전공                                   | 3 - 2                                          | 주오 대학                                      |
| 42  | 1962 | 주오 대학                                      | 2 - 1                                          | 후루카와전공                                   |
| 43  | 1963 | 와세다 대학                                    | 3 - 0                                          | 히타치 본사                                    |
| 44  | 1964 | 야하타제철 후루카와전공                        | 0 - 0 연장전                                   | (공동 우승)                                    |
| 45  | 1965 | 도요 공업                                      | 3 - 2                                          | 야하타제철                                     |
| 46  | 1966 | 와세다 대학                                    | 3 - 2 연장전                                   | 도요 공업                                      |
| 47  | 1967 | 도요공업                                       | 1 - 0                                          | 미쓰비시 중공업                                |
| 48  | 1968 | 얀마                                           | 1 - 0                                          | 미쓰비시 중공업                                |
| 49  | 1969 | 도요 공업                                      | 4 - 1                                          | 릿쿄 대학                                      |
| 50  | 1970 | 얀마디젤                                       | 2 - 1 연장전                                   | 도요 공업                                      |
| 51  | 1971 | 미쓰비시 중공업                                | 3 - 1                                          | 얀마디젤                                       |
| 52  | 1972 | 히타치 제작소                                  | 2 - 1                                          | 얀마디젤                                       |
| 53  | 1973 | 미쓰비시 중공업                                | 2 - 1                                          | 히타치 제작소                                  |
| 54  | 1974 | 얀마디젤                                       | 2 - 1                                          | 에이다이산업                                   |
| 55  | 1975 | 히타치 제작소                                  | 2 - 0                                          | 후지타공업                                     |
| 56  | 1976 | 후루카와전공                                   | 4 - 1                                          | 얀마디젤                                       |
| 57  | 1977 | 후지타공업                                     | 4 - 1                                          | 얀마디젤                                       |
| 58  | 1978 | 미쓰비시 중공업                                | 1 - 0                                          | 도요 공업                                      |
| 59  | 1979 | 후지타공업                                     | 2 - 1                                          | 미쓰비시 중공업                                |
| 60  | 1980 | 미쓰비시 중공업                                | 1 - 0                                          | 다나베 제약                                    |
| 61  | 1981 | 니혼 강관                                      | 2 - 0                                          | 요미우리 FC                                    |
| 62  | 1982 | 야마하 발동기                                  | 1 - 0 연장전                                   | 후지타공업                                     |
| 63  | 1983 | 닛산 자동차                                    | 2 - 0                                          | 얀마디젤                                       |
| 64  | 1984 | 요미우리 FC                                    | 2 - 0                                          | 후루카와전공                                   |
| 65  | 1985 | 닛산 자동차                                    | 2 - 0                                          | 후지타공업                                     |
| 66  | 1986 | 요미우리 FC                                    | 2 - 1                                          | 니혼 강관                                      |
| 67  | 1987 | 요미우리 FC                                    | 2 - 0                                          | 마쓰다 SC                                      |
| 68  | 1988 | 닛산 자동차                                    | 3 - 1 연장전                                   | 후지타공업                                     |
| 69  | 1989 | 닛산 자동차                                    | 3 - 2                                          | 야마하 발동기                                  |
| 70  | 1990 | 마쓰시타 전기산업                              | 0 - 0 연장전 (PSO 4-3)                         | 닛산 자동차                                    |
| 71  | 1991 | 닛산 자동차                                    | 4 - 1 연장전                                   | 요미우리 FC                                    |
| 72  | 1992 | 닛산 FC 요코하마 마리노스                      | 2 - 1 연장전                                   | 요미우리 베르디                                |
| 73  | 1993 | 요코하마 플뤼겔스                              | 6 - 2 연장전                                   | 가시마 앤틀러스                                |
| 74  | 1994 | 벨마레 히라쓰카                                | 2 - 0                                          | 세레소 오사카                                  |
| 75  | 1995 | 나고야 그램퍼스 8                              | 3 - 0                                          | 산프레체 히로시마                              |
| 76  | 1996 | 베르디 가와사키                                | 3 - 0                                          | 산프레체 히로시마                              |
| 77  | 1997 | 가시마 앤틀러스                                | 3 - 0                                          | 요코하마 플뤼겔스                              |
| 78  | 1998 | 요코하마 플뤼겔스                              | 2 - 1                                          | 시미즈 에스펄스                                |
| 79  | 1999 | 나고야 그램퍼스 8                              | 2 - 0                                          | 산프레체 히로시마                              |
| 80  | 2000 | 가시마 앤틀러스                                | 3 - 2 연장전 골든골                            | 시미즈 에스펄스                                |
| 81  | 2001 | 시미즈 에스펄스                                | 3 - 2 연장전 골든골                            | 세레소 오사카                                  |
| 82  | 2002 | 교토 퍼플상가                                  | 2 - 1                                          | 가시마 앤틀러스                                |
| 83  | 2003 | 주빌로 이와타                                  | 1 - 0                                          | 세레소 오사카                                  |
| 84  | 2004 | 도쿄 베르디 1969                               | 2 - 1                                          | 주빌로 이와타                                  |
| 85  | 2005 | 우라와 레드 다이아몬즈                         | 2 - 1                                          | 시미즈 에스펄스                                |
| 86  | 2006 | 우라와 레드 다이아몬즈                         | 1 - 0                                          | 감바 오사카                                    |
| 87  | 2007 | 가시마 앤틀러스                                | 2 - 0                                          | 산프레체 히로시마                              |
| 88  | 2008 | 감바 오사카                                    | 1 - 0 연장전                                   | 가시와 레이솔                                  |
| 89  | 2009 | 감바 오사카                                    | 4 - 1                                          | 나고야 그램퍼스                                |
| 90  | 2010 | 가시마 앤틀러스                                | 2 - 1                                          | 시미즈 에스펄스                                |
| 91  | 2011 | FC 도쿄                                        | 4 - 2                                          | 교토 상가 FC                                   |
| 92  | 2012 | 가시와 레이솔                                  | 1 - 0                                          | 감바 오사카                                    |
| 93  | 2013 | 요코하마 F. 마리노스                           | 2 - 0                                          | 산프레체 히로시마                              |
| 94  | 2014 | 감바 오사카                                    | 3 - 1                                          | 몬테디오 야마가타                              |
| 95  | 2015 | 감바 오사카                                    | 2 - 1                                          | 우라와 레드 다이아몬즈                         |
| 96  | 2016 | 가시마 앤틀러스                                | 2 - 1 연장전                                   | 가와사키 프론탈레                              |
| 97  | 2017 | 세레소 오사카                                  | 2 - 1 연장전                                   | 요코하마 F. 마리노스                           |
| 98  | 2018 | 우라와 레드 다이아몬즈                         | 1 - 0                                          | 베갈타 센다이                                  |
| 99  | 2019 | 비셀 고베                                      | 2 - 0                                          | 가시마 앤틀러스                                |
| 100 | 2020 | 가와사키 프론탈레                              | 1 - 0                                          | 감바 오사카                                    |
| 101 | 2021 | 우라와 레즈                                    | 2 - 1                                          | 오이타 트리니타                                |
| 102 | 2022 | 방포레 고후                                    | 1 - 1 연장전 (PSO 5-4)                         | 산프레체 히로시마                              |
| 103 | 2023 | 가와사키 프론탈레                              | 0 - 0 연장전 (PSO 8-7)                         | 가시와 레이솔                                  |
| 104 | 2024 | 감바 오사카                                    | 0 - 1                                          | 비셀 고베                                      |

### 최다 우승 팀
| 구단                          | 우승 횟수 | 준우승 횟수 |
| ----------------------------- | --------- | ----------- |
| 게이오기주쿠 대학             | 9         | 4           |
| 우라와 레드 다이아몬즈        | 8         | 4           |
| 간세이 가쿠인 대학            | 7         | 1           |
| 요코하마 F. 마리노스          | 7         | 1           |
| 도쿄 베르디                   | 5         | 3           |
| 감바 오사카                   | 5         | 2           |
| 가시마 앤틀러스               | 5         | 2           |
| 세레소 오사카                 | 4         | 8           |
| 제프 유나이티드 이치하라 지바 | 4         | 2           |
| 와세다 대학                   | 4         | 2           |
| 산프레체 히로시마             | 3         | 11          |
| 쇼난 벨마레                   | 3         | 4           |
| 가시와 레이솔                 | 3         | 3           |
| 도쿄 대학                     | 3         | 1           |
| 주오 대학                     | 2         | 3           |
| 주빌로 이와타                 | 2         | 2           |
| 나고야 그램퍼스               | 2         | 1           |
| 요코하마 플뤼겔스             | 2         | 1           |
| 리조 축구단                   | 2         | 1           |
| 시미즈 에스펄스               | 1         | 4           |
| 야와타제철                    | 1         | 3           |
| 교토 상가                     | 1         | 1           |
| 니혼 강관                     | 1         | 1           |
| 나고야 축구단                 | 1         | 1           |
| FC 도쿄                       | 1         | 0           |
| 아스트라 클럽                 | 1         | 0           |
| 고베 제일중 클럽              | 1         | 0           |
| 전경성 축구단 (조선)          | 1         | 0           |
| 도쿄 축구단                   | 1         | 0           |
| 도쿄 OB 클럽                  | 1         | 0           |
| 비셀 고베                     | 1         | 0           |
| 오사카 클럽                   | 0         | 3           |
| 고베 상대                     | 0         | 2           |
| 미카게 축구단                 | 0         | 2           |
| 에이다이 산업                 | 0         | 1           |
| 히로시마 고등사범학교         | 0         | 1           |
| 호세이 대학                   | 0         | 1           |
| 고분 중학 (대만)              | 0         | 1           |
| 보성전문학교 (조선)           | 0         | 1           |
| 교토 대학                     | 0         | 1           |
| 릿쿄 대학                     | 0         | 1           |
| 센다이 축구 클럽              | 0         | 1           |
| 다나베 제약                   | 0         | 1           |
| 도쿄 문리 대학                | 0         | 1           |
| 쓰쿠바 대학                   | 0         | 1           |
| 요시노 클럽                   | 0         | 1           |
| 몬테디오 야마가타             | 0         | 1           |
| 가와사키 프론탈레             | 1         | 1           |
| 베갈타 센다이                 | 0         | 1           |

## 축구통제령
1934년 4월에 일본은 조선에 축구통제령을 내리려고 하였으나 관서체육회를 필두로 한 조선인들의 반발로 실제 시행하지는 않았다. 이 덕분에 1935년과 1936년 조선축구클럽인 경성 축구단과 보성전문학교가 천황배에서 각각 우승과 준우승을 차지할 수 있었다.

## 같이 보기
- 일본의 천황
- FA컵